# Pilea manniana
Pilea manniana es una especie de planta del género Pilea, perteneciente a la familia Urticaceae.

## Taxonomía
Pilea manniana fue descrita por Hugh Algernon Weddell en 1869.

## Distribución
Se encuentra en el territorio de Santo Tomé y Príncipe.